# Parque Tarquínio Joslin dos Santos
O Parque Tarquínio Joslin dos Santos é uma área de preservação ambiental urbana do município brasileiro de Cascavel, estado do Paraná. Está localizado no bairro Parque São Paulo. 
No local havia o Bosque Municipal, reserva de mata nativa, mas sem quaisquer estruturas. Para aproveitar a área verde, nascentes e córregos, em 2004 o parque foi criado e entregue à comunidade pela prefeitura, que é responsável por sua manutenção e conservação.

## Características
Com uma área de 77.600 m2 de mata nativa, fontes de água potável e córregos, conta com trilhas para caminhadas, bancos, parque infantil, academia ao ar livre, dois pequenos lagos e churrasqueiras.
Está aberto ao público todos os dias da semana. 

## Homenageado
Tarqüínio Joslin dos Santos foi uma figura de destaque na cidade de Cascavel. Primeiro farmacêutico da incipiente localidade, tornou-se uma figura conhecida e admirada, razão pela qual foi convidado a concorrer ao cargo de prefeito, numa eleição em que perdeu por um voto. Nascido em 1900, faleceu no dia 3 de março de 1979.

## Galeria de fotos

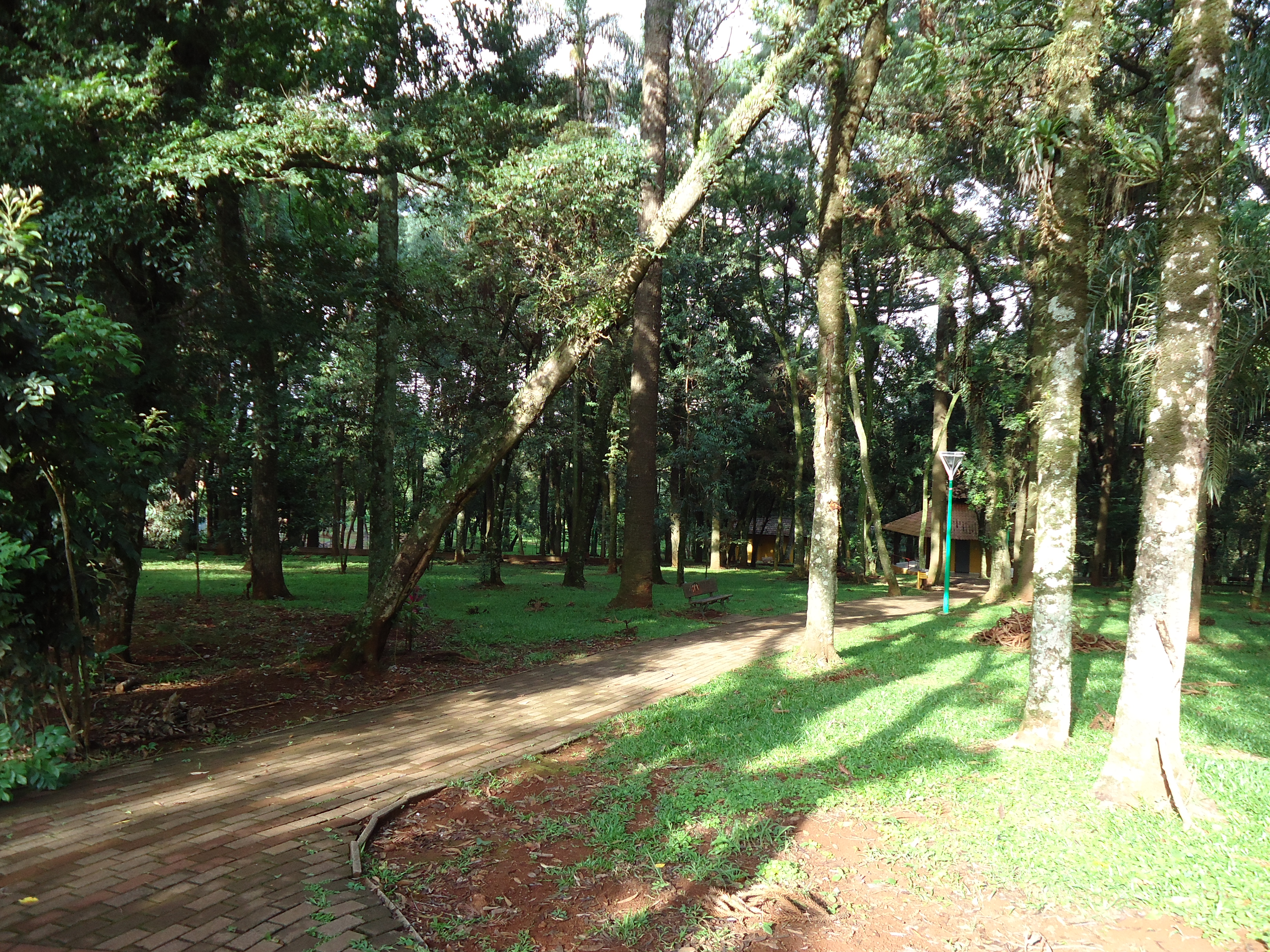
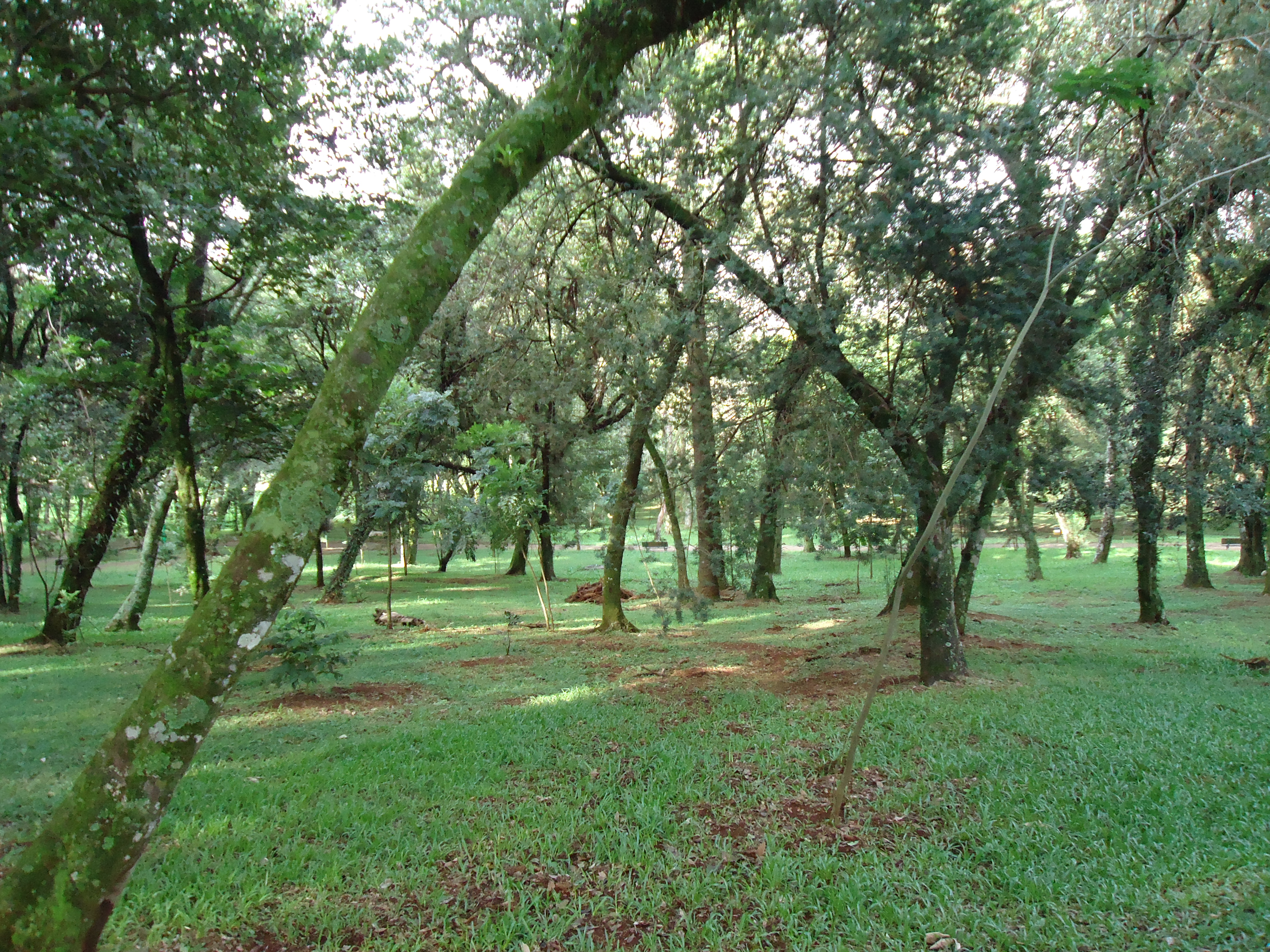
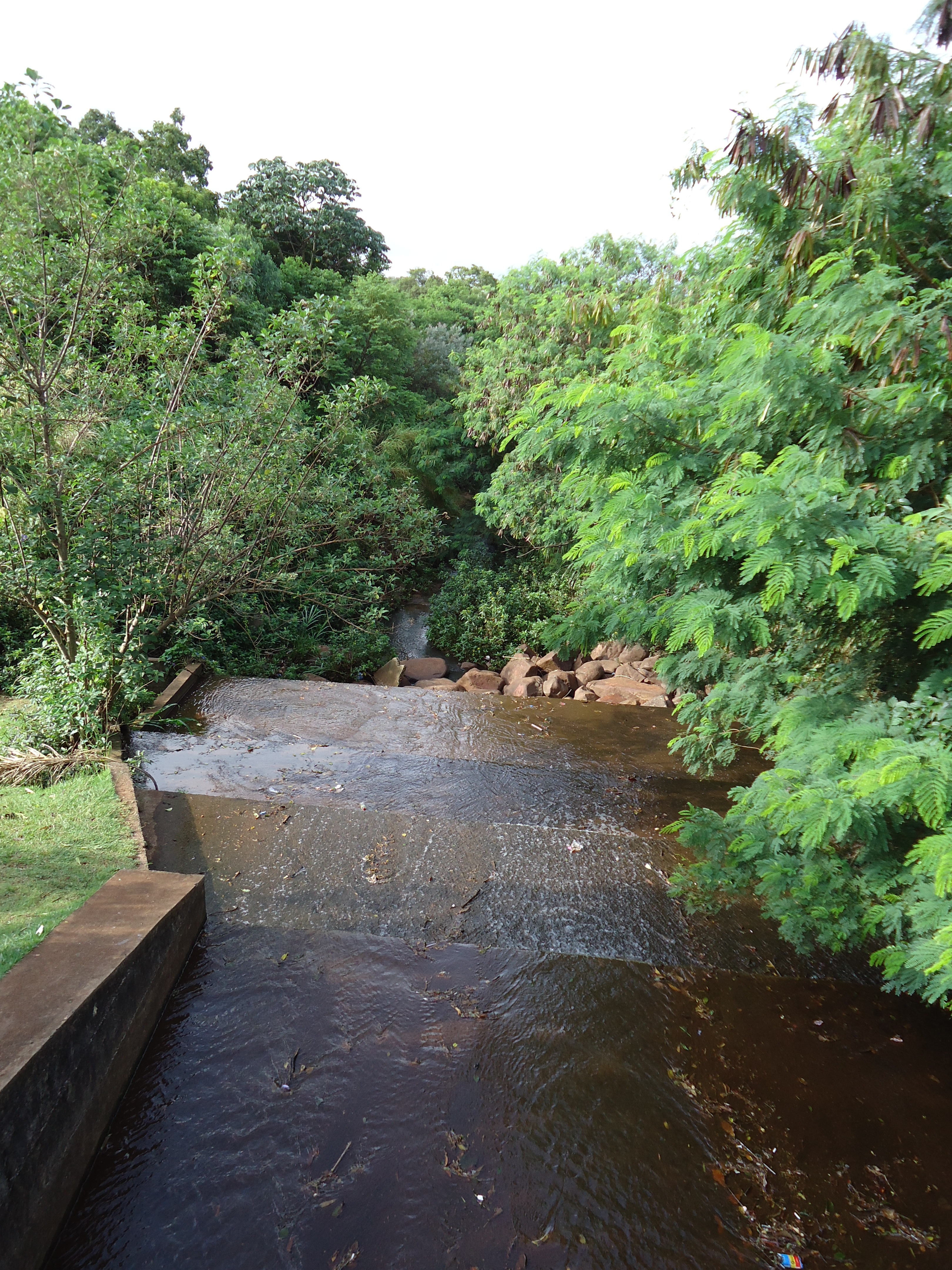
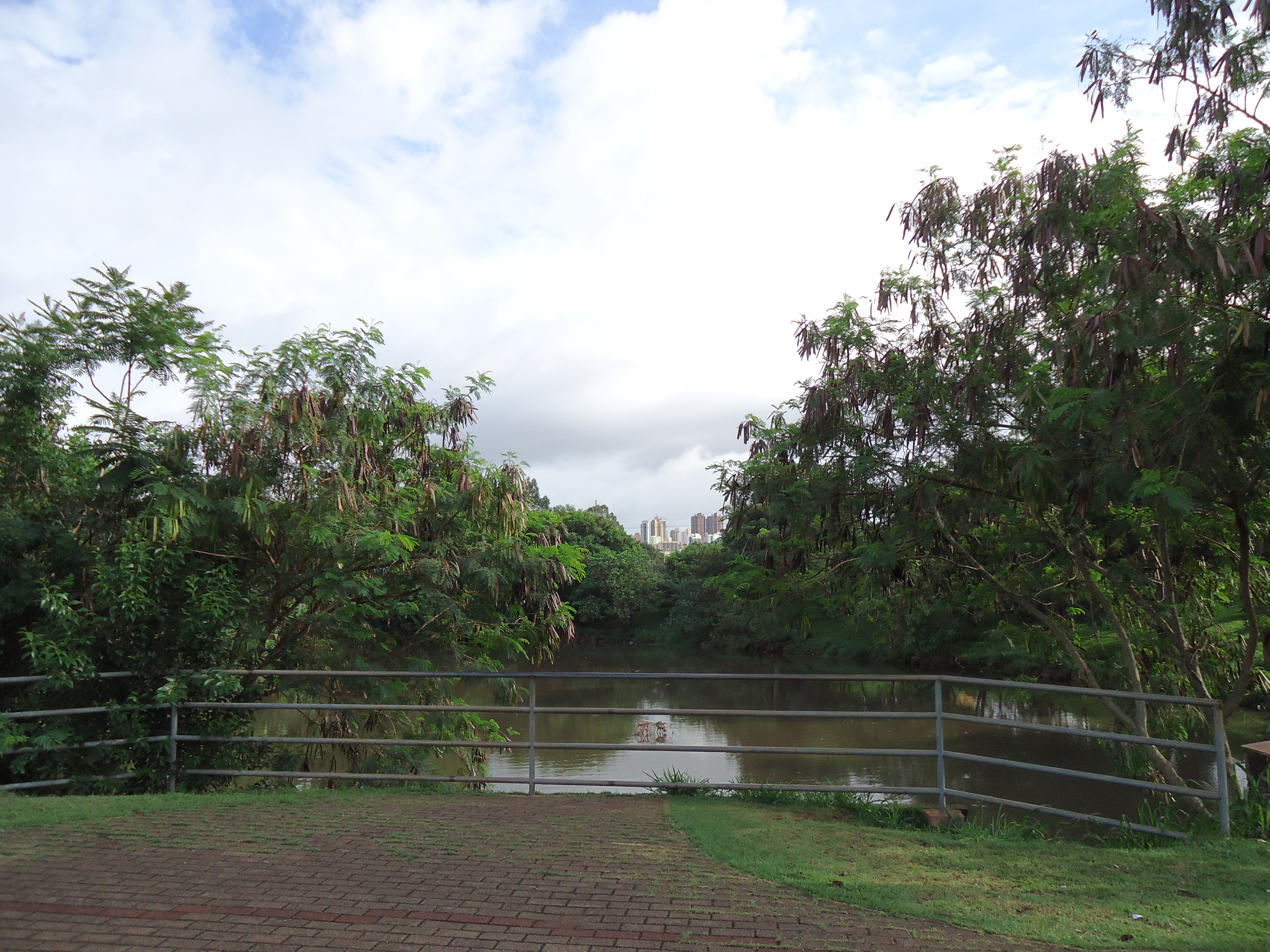
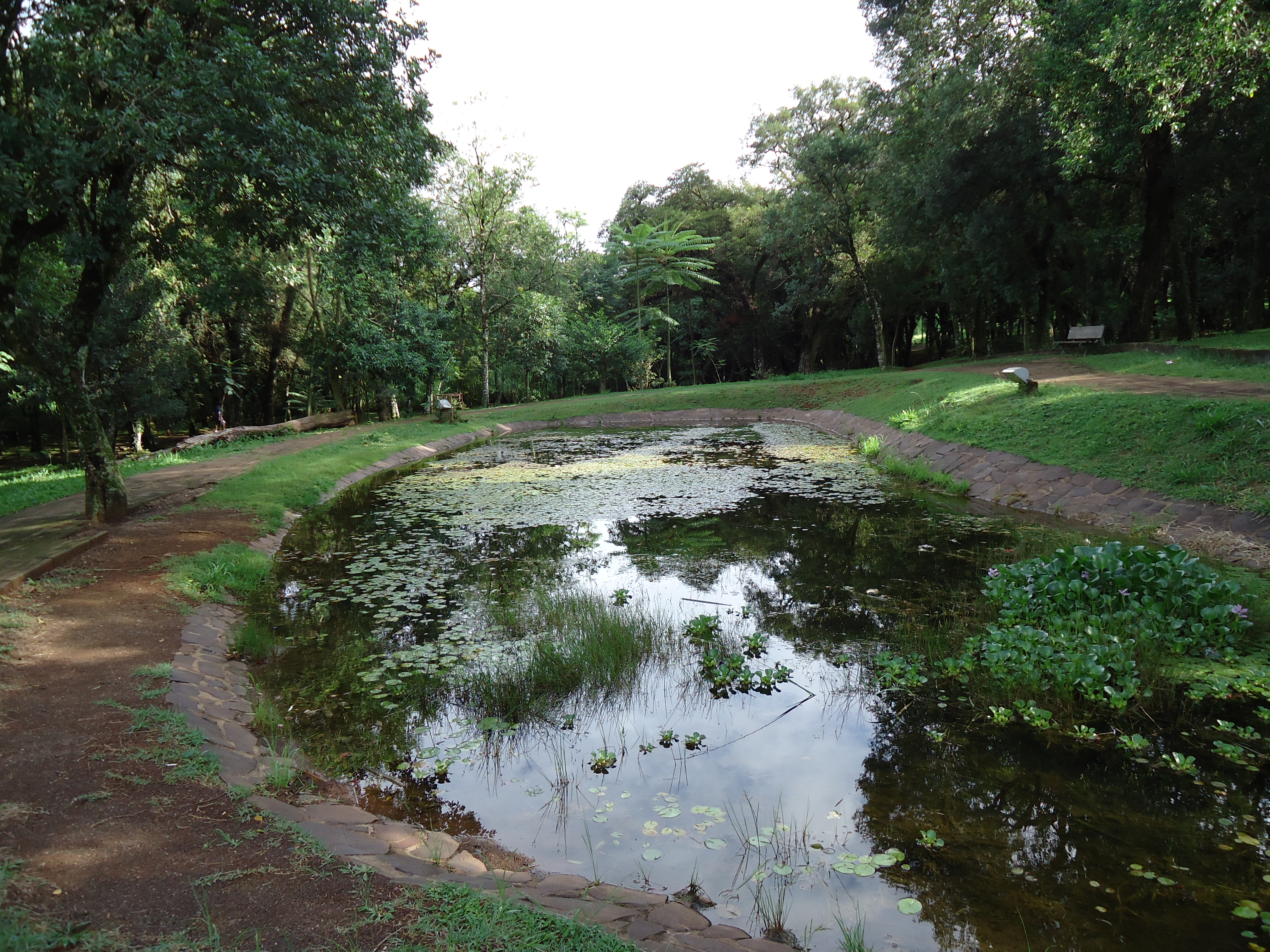
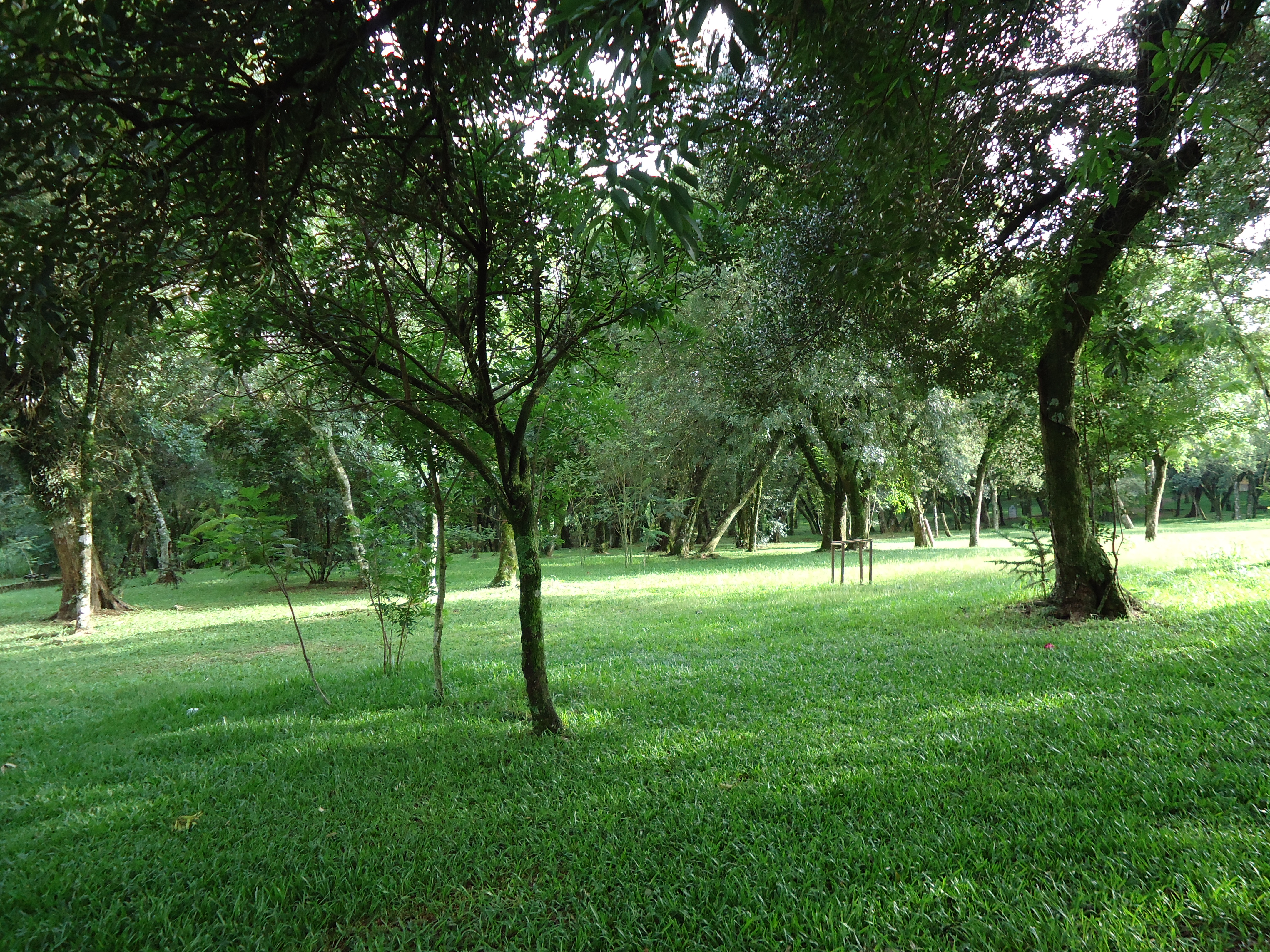
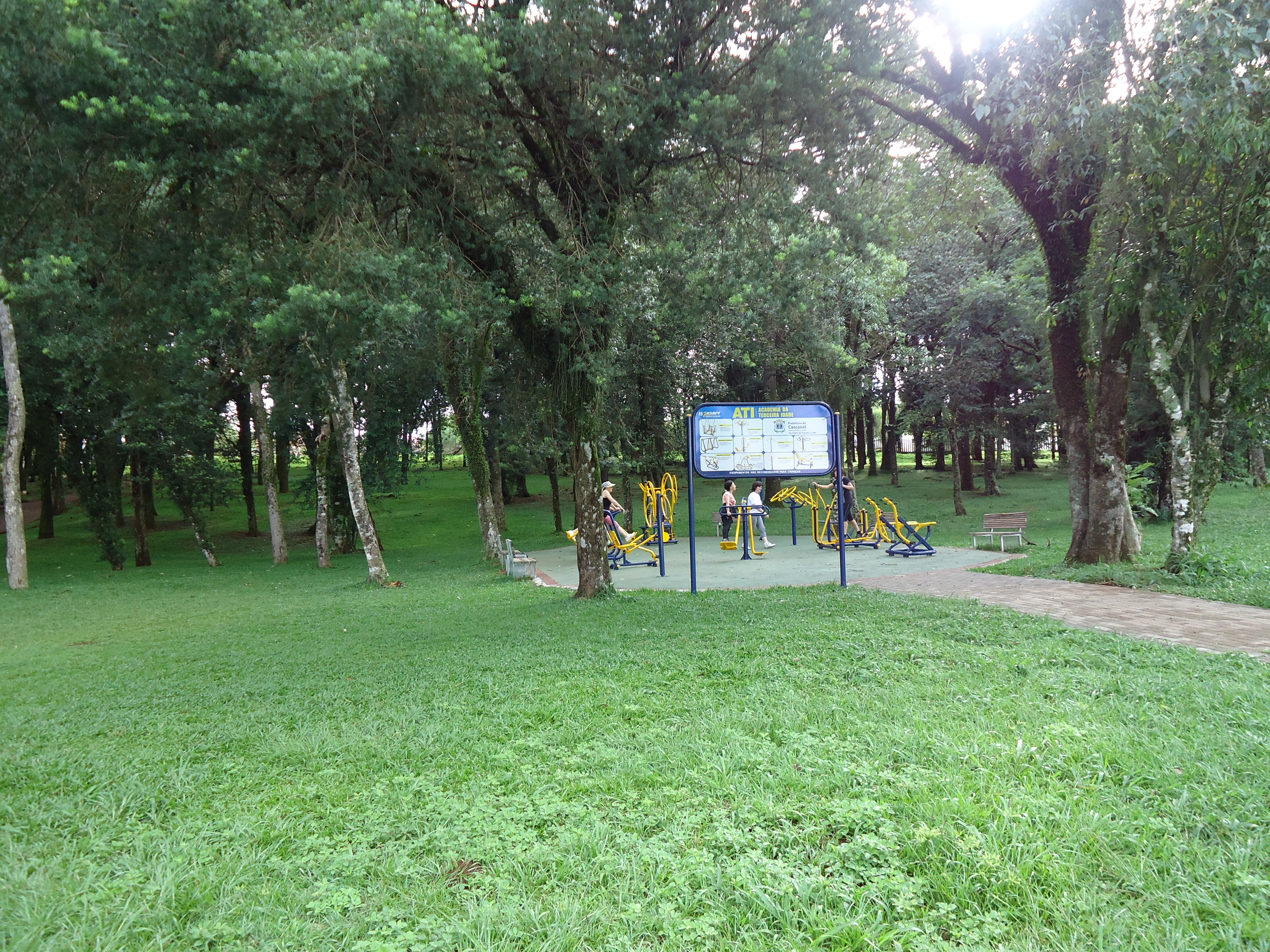
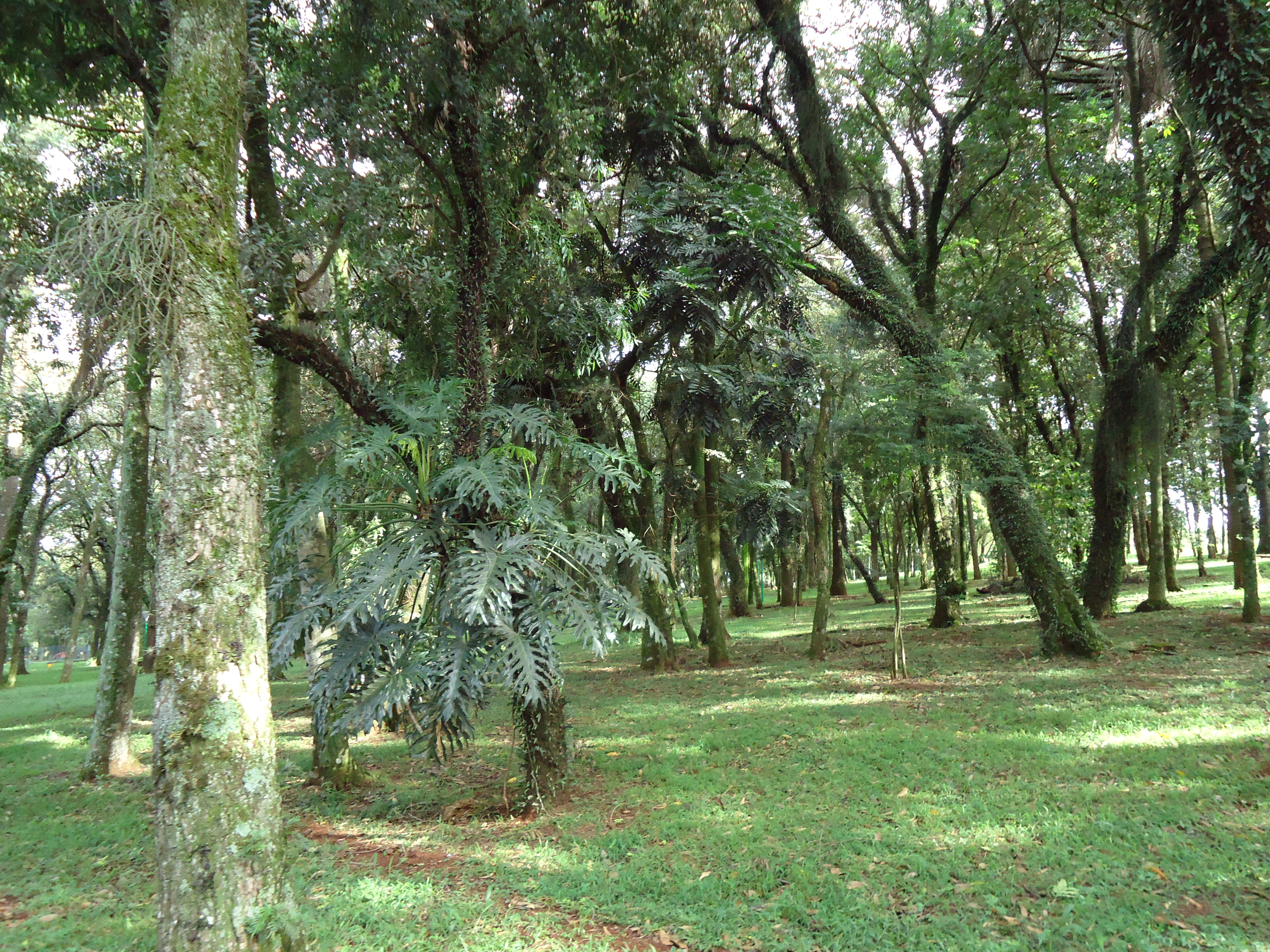
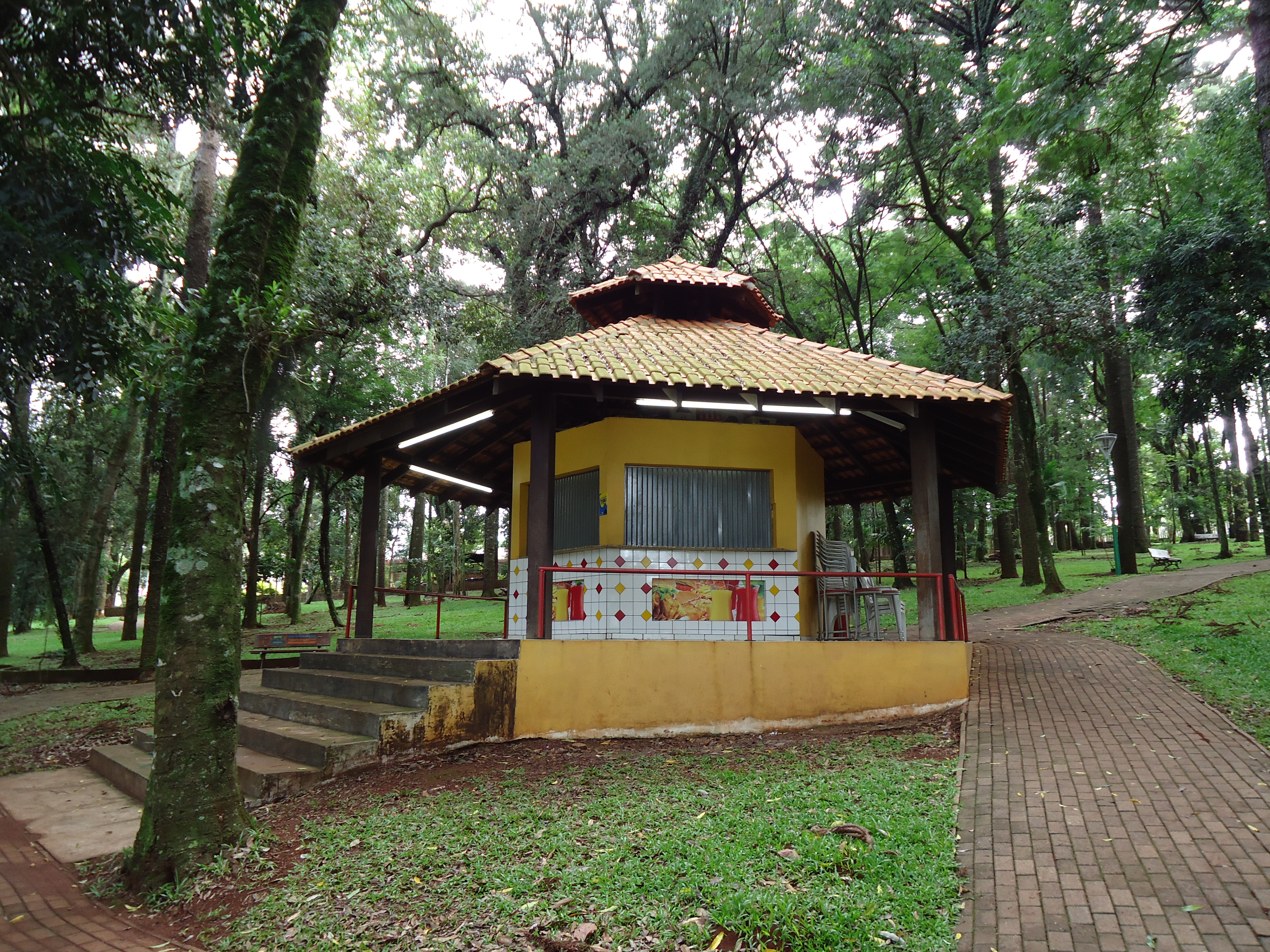
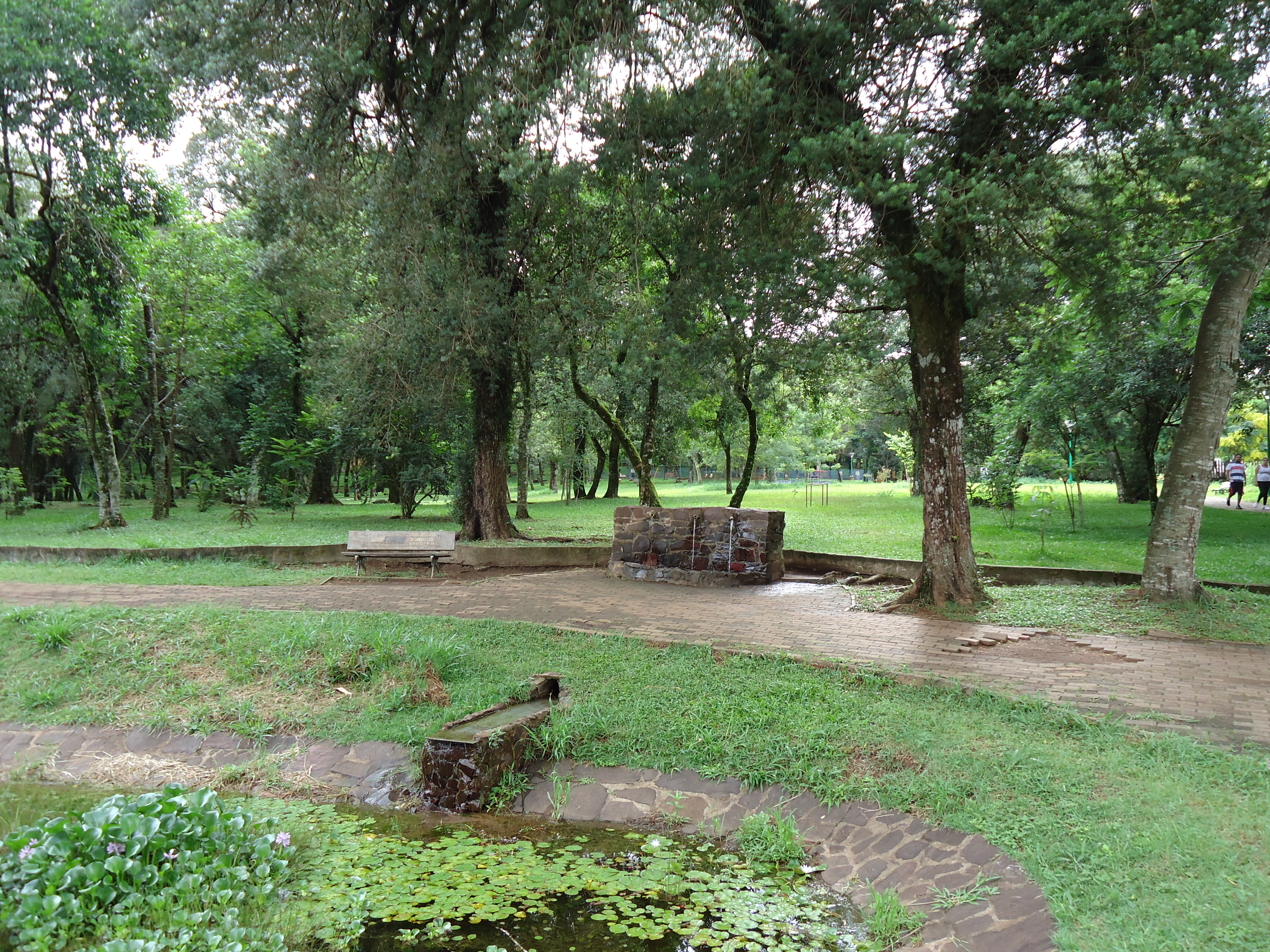
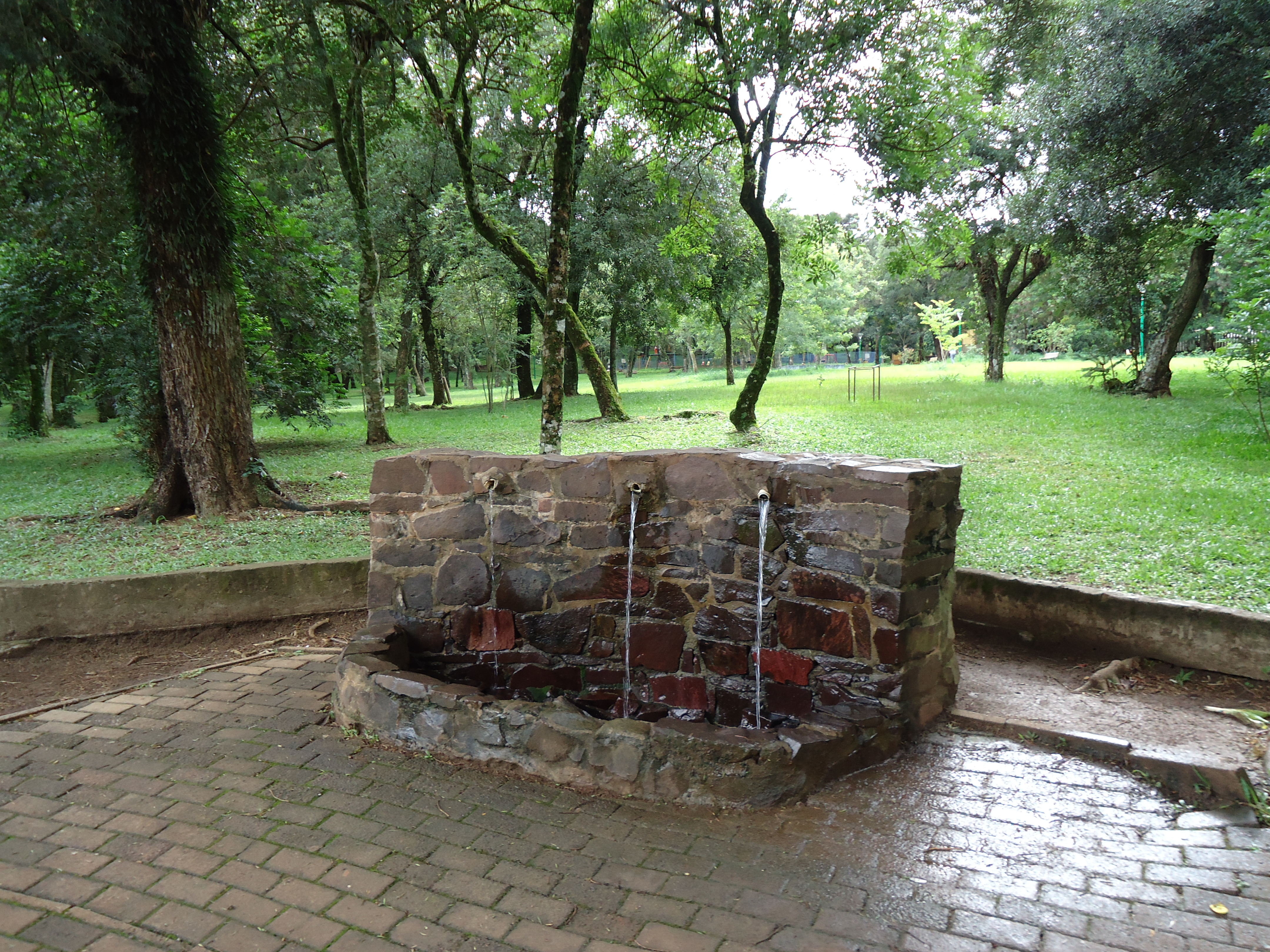
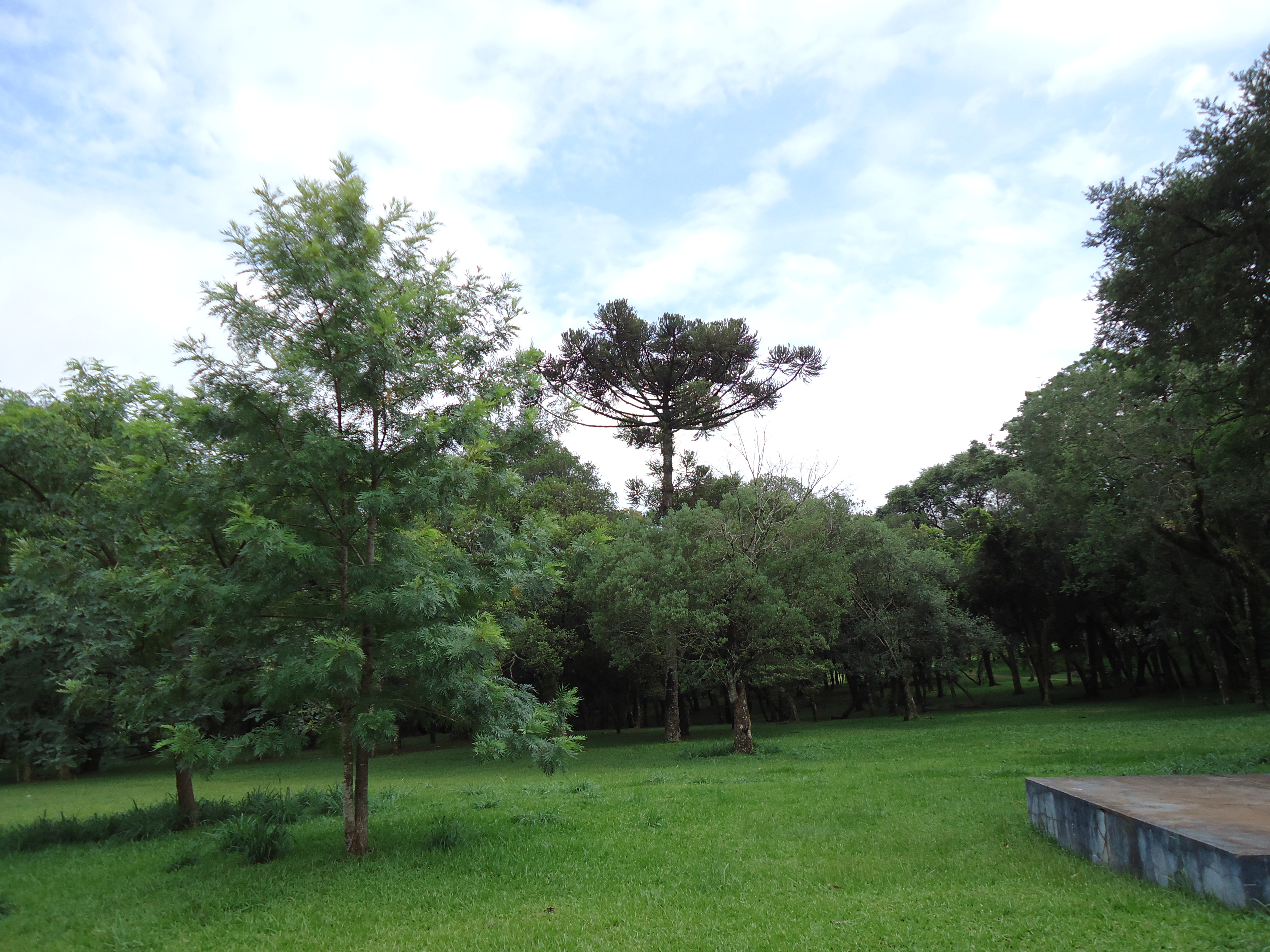